# Alloclita
Alloclita là một chi bướm đêm thuộc họ Cosmopterigidae.